# Siófok KC
Siófok KC (SKC) er en ungarsk kvindehåndboldklub fra Siófok, der i øjeblikket spiller i Nemzeti Bajnokság I (Ungarns bedste række). Holdet har spillet i lavere divisioner indtil 2006, hvor det vandt den tredjebedste række og rykkede op i Nemzeti Bajnokság I / B (næstbedste række). På det tidspunkt overtog forretningsmanden János Fodor klubben, og med støtte fra det lokale styre garanterede han det finansielle grundlag for klubbens langsigtede planer.
I maj 2009 fik SKC af det ungarske håndboldforbund et overraskende tilbud om at erstatte den økonomisk trængte klub Tajtavill-Nyíradony og rykke op i den øverste række. Siófok opfyldte alle krav og begyndte derfor 2009-10-sæsonen i NB I. På trods af at være nye i rækken klarede holdet sig godt og sluttede sæsonen på en respektabel syvendeplads.
Klubben har indgået en sponsoraftale med Galerius Wellness og Spa Center den 5. maj 2011 og i den forbindelse ændret navn til Siófok KC-Galerius Fürdő.

## Resultater
Nemzeti Bajnokság I
- Tredjeplads (1): 2011–12, 2018-19

Magyar Kupa
- Bronzemedalje (1): 2013–14

## Spilertruppen 2022-23
| Nr. | Navn                 | Nationalitet | Position     | I klubben siden |
| --- | -------------------- | ------------ | ------------ | --------------- |
| 1   | Marina Rajčić        | Montenegro   | Målvogter    | 2022            |
| 2   | Ana Kojić            | Serbien      | Højre fløj   | 2022            |
| 5   | Szederke Sirián      | Ungarn       | Stregspiller | 2021            |
| 8   | Tamara Mavsar        | Slovenien    | Venstre fløj | 2021            |
| 10  | Fanni Juhász         | Ungarn       | Playmaker    | 2020            |
| 11  | Dejana Milosavljević | Kroatien     | Venstre back | 2022            |
| 12  | Lili Herczeg         | Ungarn       | Målvogter    | 2022            |
| 13  | Lilly Török          | Ungarn       | Stregspiller | 2022            |
| 14  | Blanka Kajdon        | Ungarn       | Playmaker    | 2022            |
| 15  | Kinga Klivinyi       | Ungarn       | Venstre back | 2021            |
| 20  | Rita Lakatos         | Ungarn       | Playmaker    | 2021            |
| 23  | Nelly Such           | Ungarn       | Højre fløj   | 2014            |
| 24  | Dounia Abdourahim    | Frankrig     | Venstre back | 2022            |
| 25  | Hawa N'Diaye         | Senegal      | Stregspiller | 2022            |
| 28  | Nikolett Kiss        | Ungarn       | Højre back   | 2020            |
| 44  | Laura Lapos          | Ungarn       | Venstre back | 2018            |
| 55  | Kíra Wald            | Ungarn       | Venstre fløj | 2021            |
| 57  | Szidónia Puhalák     | Ungarn       | Venstre fløj | 2021            |
| 77  | Kincső Csapó         | Ungarn       | Målvogter    | 2021            |